# 銀河美少女 Hearts
《銀河美少女 Hearts》（がぁーでぃあんHearts）是日本漫畫家天津冴創作的日本漫畫作品，在月刊少年Ace連載，單行本是由角川書店發售共8冊，中文版在臺灣是由長鴻出版社代理發售。另外在2003年發售《守護之心》和2005年發售《守護之心 Power Up!》兩部OVA作品。

## 故事
ひな來到地球的時候卻意外讓渡和也看到她的真實身份，ひな因此要求和也要收養她並且得到和也的母親許可而住進渡家。

## 角色

### 主要角色
渡和也（聲優：櫻井孝宏）
本作的男主角。
ひな（聲優：釘宮理恵）
本作的女主角，渡家的養女，真實身份是來至光之國（光の国）的成員。為了監視和也是否有洩漏她的真實身份而成為和也的同學。
くるす（聲優：鶴野恭子）
和也的同學，真實身份是星人，能依據所收集的服裝變身成各種裝扮來使用各種不同能力。
真夜（聲優：荒木香恵）
來至葉斬里（葉斬りの里）的宇宙忍者。
チェルシー・フォークル（聲優：池澤春菜）
リルト星的公主，能變身成魔法少女「プリンセス・フォルテ」但是只能維持數分鐘。
琴乃（聲優：望月久代）
カルティー星的巫皇。
渡サキ（聲優：折笠愛）
和也的母親。
デイジィ（聲優：新谷真弓）
チェルシー的使魔。
ポワワ（聲優：南央美）
光之國的鳥形生物。
皐月姫（聲優：新谷良子）
皐月財閥的女兒，和也的未婚妻。

### 其他角色
鏡円（聲優：小林ゆう）
姫的女僕。
蓼科音（聲優：井上喜久子(廣播劇)）
琴乃的姊姊。
紅葉綾（聲優：山本麻里安）
真夜的青梅竹馬。

## 單行本
| 卷數 | 角川書店       | 角川書店               | 長鴻出版社     | 長鴻出版社        |
| 卷數 | 發售日期       | ISBN                   | 發售日期       | EAN               |
| ---- | -------------- | ---------------------- | -------------- | ----------------- |
| 1    | 2001年7月27日  | ISBN 978-4-04-713443-0 | 2002年11月13日 | EAN 4710765170486 |
| 2    | 2002年4月5日   | ISBN 978-4-04-713485-0 | 2002年12月14日 | EAN 4710765170998 |
| 3    | 2002年9月24日  | ISBN 978-4-04-713507-9 | 2004年2月17日  | EAN 4710765181444 |
| 4    | 2003年5月28日  | ISBN 978-4-04-713554-3 | 2004年9月7日   | EAN 4710765188191 |
| 5    | 2003年12月1日  | ISBN 978-4-04-713586-4 | 2004年12月7日  | EAN 4710765188474 |
| 6    | 2004年6月1日   | ISBN 978-4-04-713626-7 | 2006年3月28日  | EAN 4710765202415 |
| 7    | 2004年12月25日 | ISBN 978-4-04-713688-5 | 2006年11月21   | EAN 4710765210922 |
| 8    | 2005年7月26日  | ISBN 978-4-04-713741-7 | 2007年11月14   | EAN 4710765218331 |

## OVA
OVA共有發售兩部系列，第一部是《守護之心》是由臺灣的木棉花國際代理發售中文字幕版，共有3卷6話，第1卷和第3卷同日發售限定版。第二部是《守護之心 Power Up!》（がぁーでぃあんHearts ぱわ〜あっぷ!），2卷4話同日發售限定版。

### 各話列表
| 巻數 | 話數  | 標題                                                                   | 劇本           | 分鏡     | 演出         | 作畫監督              | 發售日         |
| ---- | ----- | ---------------------------------------------------------------------- | -------------- | -------- | ------------ | --------------------- | -------------- |
| 1    | 第1話 | 秘密!比奈是守護之心                                                    | 田中かなた     | 中村憲由 | -            | 服部憲知 桜井木の実   | 2003年5月23日  |
| 1    | 第2話 | 救救我，白衣天使                                                       | 田中かなた     | 栗本宏志 | -            | 清丸悟                | 2003年5月23日  |
| 2    | 第3話 | 溫泉旅行純情派，祕湯巡禮中的少女撞見了!害羞!女性們的大宴會!?很有看頭喔 | さかもとたけし | 殿勝秀樹 | -            | 桜井木の実 赤尾良太郎 | 2003年8月22日  |
| 2    | 第4話 | 雀兒喜的魔法慶生宴                                                     | さかもとたけし | 松本佳久 | 真野玲       | 清丸悟                | 2003年8月22日  |
| 3    | 第5話 | 校園怪談 校慶準備中                                                    | 田中かなた     | 栗本宏志 | 横山廣行     | 清丸悟                | 2003年11月28日 |
| 3    | 第6話 | 決戰!校慶!熾熱大拼!守護之心                                            | さかもとたけし | 中村憲由 | 黒田やすひろ | 桜井木の実 赤尾良太郎 | 2003年11月28日 |
|      |       |                                                                        |                |          |              |                       |                |
| 1    | 第1話 |                                                                        | 坂本嗄         | 栗本宏志 | 横山廣行     | 赤尾良太郎            | 2005年1月28日  |
| 1    | 第2話 |                                                                        | 田中かなた     | 小寺勝之 | さんぺい聖   | 服部憲知              | 2005年1月28日  |
| 2    | 第3話 |                                                                        | 坂本嗄         | 栗本宏志 | 横山廣行     | 服部憲知              | 2005年3月25日  |
| 2    | 第4話 |                                                                        | 田中かなた     | 中村憲由 | 土屋浩幸     | 赤尾良太郎            | 2005年3月25日  |

### 主題曲
片頭曲
作曲：SHOGO　作詞：OKEI　編曲/歌：Sleepin' JohnnyFish
片尾曲「硝子玉」
作曲：SHOGO　作詞：OKEI　編曲/歌：Sleepin' JohnnyFish
片頭曲「KISS BEAT!!」
作詞/作曲：畑亜貴　編曲：並木晃一　歌：皐月姫（新谷良子）
片尾曲
作詞/作曲：畑亜貴　編曲：並木晃一　歌：SD☆CHILDREN（松来未祐、金田朋子）

### 工作人員
| - 原作：天津冴（少年エース連載/角川書店刊） - 監督： - 角色設計：中野典克 - 美術監督：菅原清二（第1巻）、片野坂悟一（第2、3巻） - 色彩設計：滝口佳子 - 撮影監督：山田和弘 - 編輯：田熊純 - 音樂：酒井良 - 音響監督：千葉繁 - 製作人：大宮三郎、新谷義浩 - 動畫製作：VENET - 製作：Softgarage | - 原作：天津冴（少年エース連載/角川書店刊） - 監督： - 角色設計：中野典克、赤尾良太郎 - 美術監督：片野坂悟一 - 色彩設計：滝口佳子 - 撮影監督：月岡敦夫（第1巻）、阿部照男（第2巻） - 編輯：田熊純 - 音樂：酒井良 - 音響監督：千葉繁 - 製作人：橋本昭彦、新谷義浩 - 動畫製作：VENET - 製作：Softgarage |

## CD
廣播劇
- がぁーでぃあんHearts ドラマCD ショート&ショート
- がぁーでぃあんHearts ドラマCD 正義の味方BOX
- がぁーでぃあんHearts DVD第1巻初回限定版特典ドラマCD
- がぁーでぃあんHearts DVD第2巻初回限定版特典ドラマCD
- がぁーでぃあんHearts EXTRA EPISODES
- がぁーでぃあんHearts ぱわ〜あっぷ! ドラマCD

音樂CD
- がぁーでぃあんHearts ぱわ〜あっぷ! DVD第1巻初回限定版特典BGM-CD
- がぁーでぃあんHearts ぱわ〜あっぷ! DVD第2巻初回限定版特典BGM-CD
- がぁーでぃあんHearts ぱわ〜あっぷ! サウンドコレクション

## 外部連結
- 守護之心官方網站 （页面存档备份，存于）Softgarage（日語）
- 守護之心 Power Up!官方網站 （页面存档备份，存于）Softgarage（日語）